# Canton de Neuvic (Dordogne)
Pour les articles homonymes, voir Canton de Neuvic.
Le canton de Neuvic est une ancienne division administrative française située dans le département de la Dordogne, en région Aquitaine.
Avec le redécoupage cantonal de 2014, Neuvic est devenu le bureau centralisateur du nouveau canton de la Vallée de l'Isle.

## Historique
Le canton de Neuvic est l'un des cantons de la Dordogne créés en 1790, en même temps que les autres cantons français. Il a d'abord été rattaché au district de Mussidan avant de faire partie de l'ancien arrondissement de Ribérac du 17 février 1800 au 10 septembre 1926, date de la suppression de cet arrondissement. À cette dernière date, il a été rattaché, avec six autres cantons, à l'arrondissement de Périgueux.

### Redécoupage cantonal de 2014-2015
Par décret du 21 février 2014, le nombre de cantons du département est divisé par deux, avec mise en application aux élections départementales de mars 2015. Le canton de Neuvic est supprimé à cette occasion. Neuf de ses onze communes sont alors rattachées au canton de la Vallée de l'Isle, dont le bureau centralisateur reste fixé à Neuvic, les deux dernières, Saint-André-de-Double et Saint-Vincent-de-Connezac, étant rattachées au canton de Ribérac.

## Géographie
Ce canton était organisé autour de Neuvic dans l'arrondissement de Périgueux. Son altitude variait de 48 m (Douzillac) à 232 m (Saint-Aquilin) pour une altitude moyenne de 109 m.

## Représentation

### Conseillers généraux de 1833 à 2015
Avant 1833, les conseillers généraux étaient désignés, et ne représentaient pas un canton déterminé.
| Période | Période | Identité                                | Étiquette     | Qualité |
| ------- | ------- | --------------------------------------- | ------------- | --- |
| 1833    | 1861    | Pierre Savy père                        |               | Avocat, juge de paix, propriétaire à Douzillac |
| 1861    | 1865    | Pierre Jules Savy fils                  |               | Juge de paix, propriétaire à Douzillac |
| 1865    | 1867    | Comte Victor de la Cropte de Chantérac  |               | Maire de Chantérac |
| 1867    | 1871    | Charles Mauriac                         |               | Docteur-médecin, médecin-chef aux ambulances de Paris |
| 1871    | 1883    | Alphonse Chastenet de Castaing          | Droite        | Avocat, propriétaire à Saint-Médard-de-Guizières (Gironde) et à Saint-Vincent-de-Connezac |
| 1883    | 1913    | Paul Pourteyron                         | Républicain   | Médecin Maire de Saint-Vincent-de-Connezac Député (1893-1910) |
| 1913    | 1919    | Jean Gaston Villedary                   | Rad.          | Médecin à Saint-Vincent-de-Connezac, conseiller d'arrondissement |
| 1919    | 1940    | Joseph Huot                             | URD puis PSF  | Médecin - Maire de Vallereuil |
|         |         |                                         |               | |
| 1945    | 1958    | Georges Gaussen (fils de Félix Gaussen) | Rad.          | Agriculteur Maire de Neuvic |
| 1958    | 1976    | Jean-Robert Pascaud                     | Rad. puis MRG | Médecin - Maire de Neuvic |
| 1976    | 2001    | Christian Défarge                       | PS            | Retraité de l'enseignement Suppléant du député Roland Dumas (1981-1984) Député (1984-1986) Suppléant du député Bernard Bioulac (1988-1993) Conseiller régional Vice-président du Conseil général Maire de Chantérac (1965-2001) |
| 2001    | 2015    | Pascal Deguilhem                        | PS            | Professeur d'éducation physique Suppléant du député Michel Dasseux (1997-2007) Député (2007-2017) Maire de Saint-Aquilin (1989-2008) Conseiller municipal de Saint-Aquilin (2008-2020)                                          |

### Conseillers d'arrondissement (de 1833 à 1940)
Le canton de Neuvic faisait partie de l'arrondissement de Ribérac jusqu'à sa disparition en 1926
| Période                                  | Période      | Identité                                | Étiquette          | Qualité |
| ---------------------------------------- | ------------ | --------------------------------------- | ------------------ | --- |
| Les données manquantes sont à compléter. |              |                                         |                    | |
| 1833                                     | 1848         | François Bornet-Léger                   |                    | Ancien lieutenant d'infanterie, juge de paix à Neuvic                                                                           |
|                                          |              |                                         |                    | |
| avant 1855                               | 1863 (décès) | Marc-Ambroise-Léonard Tamarelle-Mauriac |                    | Propriétaire à Saint-Aquilin, juge de paix                                                                                      |
| 1864                                     | 1865 (décès) | Pierre Eugène Rey-Champradou            |                    | Notaire, propriétaire à Beauronne                                                                                               |
| 1865                                     | 1871         | Jean-Baptiste de Lentilhac              |                    | Propriétaire à Saint-Jean-d'Ataux                                                                                               |
| 1871                                     | 1898         | Max Bleynie                             | Républicain        | Inspecteur des enfants assistés de la Dordogne, maire de Saint-Aquilin puis de Douzillac, président du Conseil d'arrondissement |
| 1898                                     | 1907         | Félix Justin Gaussen                    | Républicain modéré | Capitaine adjudant major d'infanterie de marine, retraité, Neuvic                                                               |
| 1907                                     | 1913         | Jean-Gaston Villedary                   | Républicain        | Médecin, adjoint au maire de Saint-Vincent-de-Connezac                                                                          |
| 1913                                     | 1919         | Gaston Chevalier                        |                    | Propriétaire à Saint-Jean-d'Ataux                                                                                               |
| 1919                                     | 1928         | Auguste Conrazier                       |                    | Notaire, maire de Saint-Vincent-de-Connezac                                                                                     |
| 1928                                     | 1940         | Célestin Renaudie                       |                    | Maire puis conseiller municipal de Saint-Aquilin, révoqué en 1941 par le Gouvernement de Vichy                                  |
| 1940                                     |              |                                         |                    | Les conseils d'arrondissement ont été suspendus par la loi du 12 octobre 1940 et n'ont jamais été réactivés                     |

Célestin Renaudie, conseiller d'arrondissement, est révoqué en 1941 par le Gouvernement de Vichy en raison de « propos outrageants à l'adresse de la patrie, du drapeau et de la personne du chef de l'État » (réf. JO du 31 juillet 1941, Gallica).
Sources : "Annuaires et calendriers 1789-1842 " sur le site des archives départementales de la Dordogne. https://archives.dordogne.fr/r/72/fonds-imprimes/annuaires-et-calendriers?arko_default_6076b1c79b335--ficheFocus=

## Composition
Le canton de Neuvic regroupait onze communes et comptait 7 915 habitants (population municipale) au 1er janvier 2011.
| Communes                  | Population (2012) | Code postal | Code Insee |
| ------------------------- | ----------------- | ----------- | ---------- |
| Beauronne                 | 330               | 24400       | 24032      |
| Chantérac                 | 547               | 24190       | 24104      |
| Douzillac                 | 798               | 24190       | 24157      |
| Neuvic                    | 3 601             | 24190       | 24309      |
| Saint-André-de-Double     | 162               | 24190       | 24367      |
| Saint-Aquilin             | 508               | 24110       | 24371      |
| Saint-Germain-du-Salembre | 910               | 24190       | 24418      |
| Saint-Jean-d'Ataux        | 117               | 24190       | 24424      |
| Saint-Séverin-d'Estissac  | 83                | 24190       | 24502      |
| Saint-Vincent-de-Connezac | 583               | 24190       | 24509      |
| Vallereuil                | 276               | 24190       | 24562      |

## Démographie
| 1962  | 1968  | 1975  | 1982  | 1990  | 1999  | 2006  | 2011  | 2012  |
| ----- | ----- | ----- | ----- | ----- | ----- | ----- | ----- | ----- |
| 6 935 | 6 738 | 6 651 | 6 414 | 6 330 | 7 063 | 7 526 | 7 915 | 7 948 |